# Kerma (fizyka)
KERMA (ang. kinetic energy released per mass unit, pol. uwolniona energia kinetyczna na jednostkę masy) - niestochastyczna wielkość używana w radiologii i dozymetrii promieniowania jonizującego. 

## Definicja
Kerma (oznaczana literą K), to oczekiwana wartość energii przekazanej (Etr) cząstkom naładowanym, na jednostkę masy, przez cząstkę jonizującą pośrednio (foton, neutron). Uwzględnia się tu straty energii przez promieniowanie (Promieniowanie hamowania, anihilacja), ale wyłącza się energię przekazywaną przez cząstki naładowane innym cząstkom naładowanym.
Inaczej, jest to suma początkowych energii kinetycznych wszystkich cząstek naładowanych uwolnionych pod wpływem nienaładowanej cząstki promieniowania jonizującego, na jednostkę masy.
{\displaystyle K={\frac {dE_{tr}}{dm}}}
W kermie wyróżnia się dwie składowe: kolizyjną i radiacyjną:
{\displaystyle K=K_{kol}+K_{rad}}
Składowa kolizyjna bierze się z oddziaływania elektronów (obdarzonych energią kinetyczną przez cząstki niejonizujące bezpośrednio) poprzez zderzenia z innymi cząstkami naładowanymi. Składowa radiacyjna jest wynikiem produkcji fotonów w wyniku oddziaływań między cząstkami naładowanymi a jądrami atomowymi.
{\displaystyle K_{kol}=K(1-g)}
gdzie g, to część energii przekazanej Etr elektronom, która jest spożytkowana na promieniowanie hamowania

## Jednostka
Kermę wyraża się w jednostkach energii na jednostkę masy. Najczęściej używanymi w nauce są:
- 1 Gy = 1 J/kg
- 1 rad = 100 ergów/g

Istnieje między nimi relacja:
{\displaystyle 1Gy=1{\frac {J}{kg}}=100rad=10^{4}{\frac {erg}{g}}}